# Pedethma cookensis
Pedethma cookensis là một loài bọ cánh cứng trong họ Chrysomelidae. Loài này được Lingafelter & Konstantinov miêu tả khoa học năm 2000.